# One Columbus Center
Le One Columbus Center est un gratte-ciel de 112 mètres de hauteur construit à Columbus (Ohio) aux États-Unis en 1987. Il abrite des bureaux. La façade en échelon de l'immeuble crée 15 bureaux d'angle pour chaque étage.
La surface de plancher de l'immeuble est de 37 855 m².
Il a coûté 62 millions de $ de l'époque.
Le bâtiment a été conçu par l'agence d'architecture NBBJ